# Nadia Tass
Nadia Tass, eigentlich Tassapolous (* 25. September 1956 in Lofi, Griechenland (Region Makedonien)), ist eine australische Filmregisseurin und Filmproduzentin griechischer Abstammung.

## Leben
Nadia Tass emigrierte 1966 mit ihrer Familie nach Australien, wo sie sich in Melbourne niederließ. Als Schülerin begann sie mit der Schauspielerei in Form eines Auftritts in der Serie Homicide. Mit 14 Jahren spielte sie ein Schulmädchen in den langlaufenden australischen Serien Cop Shop und Die Sullivans. Tass studierte Psychologie an der Universität Melbourne und Theater am Victorian College Of The Arts, außerdem absolvierte sie eine Ausbildung zur Sekundarlehrerin. Parallel zu ihren Studien sammelte sie weitere Erfahrungen im Bereich Fernsehen und Theater. Schließlich erhielt sie 1979 eine erste umfangreichere Rolle, die der „Tessa“ in der australischen Gefängnis-Serie Prisoner. Statt einer Schauspielkarriere wandte sie sich dann aber der Regiearbeit zu.
Tass ist mit dem Kameramann, Produzenten und Drehbuchautor David Parker (* 1947) verheiratet. Über Parker, der Anfang der 1980er Jahre als Standfotograf für verschiedene Produktionen arbeitete, bekam sie Einblicke in die Arbeit hinter der Kamera. 1985 gründeten sie gemeinsam das Unternehmen Cascade Films und arbeiteten an mehreren Filmen zusammen, beginnend 1986 mit der Kriminalkomödie Malcolm. Diese gewann unter anderem acht Australian Film Institute Awards, darunter in den Kategorien Bester Film und Beste Regieleistung. Mit ihrem dritten gemeinsamen Film, der Komödie Big Steal – Jaguars klaut man nicht, konnten sie 1990 erneut drei AFI-Awards erlangen. Eine weitere gemeinsame Arbeit von Tass und Parker war Reine Glückssache (1991), ein Remake der französischen Komödie Der Hornochse und sein Zugpferd. 1993 drehten sie in Koproduktion mit ABC die Mini-Serie Stark, eine Filmadaption von Ben Eltons gleichnamigem Roman, in der dieser auch die Hauptrolle spielte. Für ihr 2010 erschienenes Drama Hoffnungslos glücklich – Jeder Tag ist ein Geschenk bekamen sie zwar positive Kritiken, finanziell war der Film jedoch kein Erfolg.
Neben ihrer Tätigkeit in der Filmbranche war Tass auch als Regisseurin für die Melbourne Theatre Company tätig. 2002/2003 arbeiteten sie und Parker gemeinsam an dem durch Australien und Neuseeland tourenden Musical The Lion, the Witch and the Wardrobe (nach dem gleichnamigen Fantasy-Roman Der König von Narnia). Dabei übernahm Parker die Dramatisierung und Tass führte Regie.
Im August 2012 zeigte die Kulturorganisation American Cinematheque aus Los Angeles eine Retrospektive zu Tass’ Schaffen.
Tass arbeitet als Tutorin für die Schauspielschule 16th Street Actors Studio in Caulfield South, Melbourne.

## Filme als Regisseurin
- 1986: Malcolm
- 1988: Rikky and Pete
- 1990: Der große Klau (The Big Steal)
- 1991: Reine Glückssache (Pure Luck)
- 1993: Stark (Miniserie)
- 1996: Mr. Reliable
- 1998: Amy
- 2000: The Miracle Worker – Wunder geschehen (The Miracle Worker)
- 2001: Das Leben der Shirley Temple (Child Star: The Shirley Temple Story)
- 2003: Undercover Lover – Liebe auf Umwegen (Undercover Christmas, Fernsehfilm)
- 2004: Samantha: An American Girl Holiday
- 2005: Felicity: An American Girl Adventure
- 2010: Hoffnungslos glücklich – Jeder Tag ist ein Geschenk (Matching Jack)
- 2012: Fatal Honeymoon (Fernsehfilm)
- 2016: Lea to the Rescue
- 2020: Oleg: The Oleg Vidov Story (Dokumentarfilm)